# Trận Lenino
Trận Lenino diễn ra trên lãnh thổ của Cộng hòa Xã hội chủ nghĩa Xô viết Byelorussia từ ngày 12 đến ngày 13 tháng 10 năm 1943 là một sự phát triển sau Chiến dịch tấn công Smolensk (1943). Lenino là một thị trấn nhỏ nằm cách Orsha khoảng 35 km về phía Đông, trên biên giới Nga - Belarus. Tuy không án ngữ những con đường giao thông huyết mạch quan trọng nhưng Lenino có vai trò như một tiền đồn phòng thủ từ xa của quân Đức trên hướng Orsha. Tham gia trận đánh này có Tập đoàn quân 33 (Liên Xô) do trung tướng Vasili Nikolayevich Gordov chỉ huy làm chủ công. Các tập đoàn quân 10 và 21 sẽ tấn công yểm hộ hai bên sườn Tập đoàn quân 33. Lực lượng đột kích có Quân đoàn cơ giới 5. Tham gia chiến dịch có Sư đoàn bộ binh Ba Lan 1 mang tên Tadeusz Kosciuszko do thiếu tướng Zygmunt Berling (người Ba Lan) chỉ huy nằm trong đội hình Tập đoàn quân 33. Trong biên chế của sư đoàn này còn có Lữ đoàn xe tăng Ba Lan 1 được trang bị xe tăng T-34 của Liên Xô. Trong đội hình không quân Liên Xô tham gia trận đánh còn có Phi đoàn Normandie-Niemen được trang bị máy bay tiêm kích Liên Xô do các phi công Pháp điều khiển.
Ý đồ của tướng V. N. Gordov là đánh chiếm thị trấn Lenino và các cứ điểm lân cận ở phía Bắc thị trấn này, tạo một đầu cầu bên kia sông Mereya để sau này sẽ sử dụng nó làm một bàn đạp tấn công vào Orsha. Sau hai ngày chiến đấu, Tập đoàn quân 33 chỉ giành được những kết quả rất hạn chế. Tuy chiếm được thị trấn Lenino nhưng Sư đoàn bộ binh Ba Lan 1, các sư đoàn bộ binh 42 và 290 (Liên Xô) bị thiệt hại khá nặng. Ngày 14 tháng 10, Bộ Tổng tư lệnh tối cao Liên Xô chỉ đạo dừng chiến dịch vô thời hạn để đợi thời cơ thuận lợi hơn.
Trận đánh này là một chương quan trọng trong lịch sử quân sự Ba Lan vì nó là một trong những trận đánh lớn đầu tiên của Lực lượng vũ trang Ba Lan ở phía Đông, tiền thân của Quân đội Nhân dân Ba Lan. Sau chiến tranh, ngày bắt đầu trận đánh (12 tháng 10) được chọn làm ngày truyền thống của quân đội Ba Lan. Tuy nhiên, sau khi chế độ xã hội chủ nghĩa ở Đông Âu và Liên Xô sụp đổ, Quân đội Ba Lan lấy ngày kỷ niệm Trận Warsawza năm 1920 làm ngày truyền thống của mình và trận Lenino bị chính quyền tư sản Ba Lan nhìn với con mắt rất tiêu cực.

## Bối cảnh mặt trận
Lenino là một thị trấn nhỏ nằm cách Orsha khoảng 35 km về phía Đông, trên biên giới Nga - Belarus. Tuy không án ngữ những con đường giao thông huyết mạch quan trọng nhưng Lenino có vai trò như một tiền đồn phòng thủ từ xa của quân Đức trên hướng Orsha. Lenino cũng đồng thời là một mắt xích quan trọng trên địa đoạn phía Bắc của tuyến phòng thủ Bức tường phía Đông của quân đội Đức Quốc xã. Tư lệnh Phương diện quân Tây, tướng V. D. Sokolovsky coi Lenino như một đầu cầu quân sự bên kia sông Mereya có thể dùng làm bàn đạp tấn công Orsha. Địa hình khu vực tác chiến là dải bờ tây sông Mereya chủ yếu là các thung lũng, bị chia cắt bởi một số điểm cao trên 200 m, có sức khống chế một khu vực rất rộng ở xung quanh nếu được triển khai pháo binh, súng cối và hỏa lực của súng máy hạng nặng. Các làng Sulino (???), Polzhuchy (???), Trigubovo và bản thân thị trấn Lenino đều nằm trên các gò đất cao, được nối với nhau bằng các con đường đất đắp. Sông Mereya trở thành chướng ngại vật tự nhiên của quân đội Đức Quốc xã đang trong thế phòng thủ nhưng có độ sâu không quá 2 m và chiều rộng chỉ từ 50 đến 70 m.

## Binh lực và ý đồ của các bên

### Quân đội Liên Xô và các đồng minh

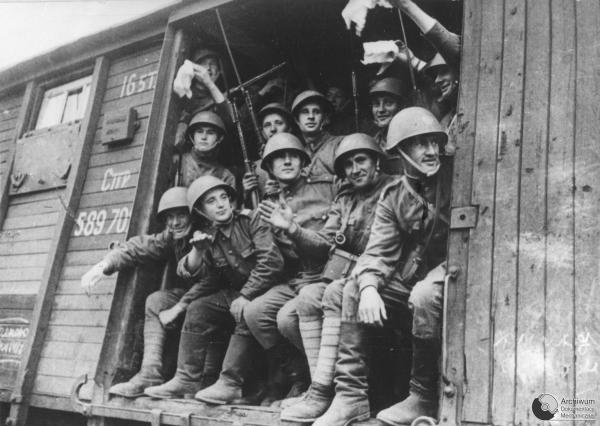
Sư đoàn bộ binh Ba Lan 1 mang tên Tadeusz Kosciuszko hành quân bằng tàu hỏa ra mặt trận, tháng 9 năm 1943

Tham gia trận đánh này có Tập đoàn quân 33 (Liên Xô) gồm các sư đoàn bộ binh 5, 6, 42, 164, 222, 290; các sư đoàn kỵ binh 65 và 70 do trung tướng Vasili Nikolayevich Gordov chỉ huy làm chủ công. Các tập đoàn quân 10 và 21 sẽ tấn công yểm hộ hai bên sườn Tập đoàn quân 33. Lực lượng đột kích có Quân đoàn cơ giới 5. Tham gia chiến dịch có Sư đoàn bộ binh Ba Lan 1 mang tên Tadeusz Kosciuszko (3 trung đoàn bộ binh, 1 trung đoàn pháo binh) của thiếu tướng Zygmunt Berling (Ba Lan) nằm trong đội hình Tập đoàn quân 33 được bố trí ở giữa Sư đoàn bộ binh 42 và 290. Trong biên chế của sư đoàn này còn có Lữ đoàn xe tăng Ba Lan 1 được trang bị xe tăng T-34 của Liên Xô.
Toàn Sư đoàn bộ binh Ba Lan 1 có quân số 12.863 sĩ quan và binh sĩ (nhiều hơn quân số của cả hai sư đoàn bộ binh 42 và 290 cộng lại), được trang bị 41 xe tăng T-34, 391 lựu pháo các cỡ, 335 pháo chống tăng, 673 súng cối, 1.724 đại liên và trung liên.
Trong đội hình không quân Liên Xô tham gia trận đánh còn có Phi đoàn Normandie-Niemen được trang bị máy bay tiêm kích Liên Xô do các phi công Pháp điều khiển.
Ngày 30 tháng 9, Hội đồng quân sự Phương diện quân Tây phê chuẩn kế hoạch tấn công. Ngày 3 tháng 10, các tập đoàn quân 33, 10 và 21 bắt đầu triển khai các quân đoàn, sư đoàn thuộc thê đội 1. Sư đoàn bộ binh Ba Lan 1 được bố trí phía trước thị trấn Nikolaniki (???) trong một khu rừng gần làng Seltsy (???), Tây Bắc Lenino 15 km, nằm trong đội hình thê đội 2 phía sau các sư đoàn bộ binh 42, 290 và sẽ tấn công ở giữa hai sư đoàn này.

### Quân đội Đức Quốc xã
Đóng đối diện với các lực lượng Liên Xô- Ba Lan là Sư đoàn bộ binh 337 (tái lập) và Sư đoàn bộ binh 113 thuộc Quân đoàn xe tăng 39 (Đức), tổng quân số khoảng 20.000 người, được trang bị 34 xe tăng và pháo tự hành, 595 pháo các cỡ, 76 súng cối, 137 súng máy hạng nặng và 18 súng phun lửa đặt trên xe thiết giáp. Phía sau hai sư đoàn này là Sư đoàn xe tăng 25 và một sư đoàn vệ binh SS đóng tại Punchitse (???).
Quân Đức bố trí phòng thủ vừa theo điểm, vừa theo diện. Trung đoàn bộ binh 313 đóng tại thị trấn Lenino. Trung đoàn bộ binh 688 đóng ở điểm cao 215,5 sát phía Bắc thị trấn. Trung đoàn bộ binh 261 và tiểu đoàn súng phun lửa thuộc sư đoàn 337 đóng tại làng Polzhuchi và điểm cao 217,6. Trung đoàn pháo binh của Sư đoàn 337 bố trí tại các điểm cao 215,5, 217,6 và làng Sulino. Tiểu đoàn pháo chống tăng bố trí tại Trigubovo, án ngữ con đường đất từ Lenino đi Orsha. Phía sau các lực lượng này là Sư đoàn xe tăng 2 và 3 sư đoàn bộ binh Đức đang phòng thủ trên cánh cung phía Đông Orsha, cách mặt trận từ 15 đến 30 km. Các cứ điểm phòng thủ tuyến ngoài được giao cho 2 tiểu đoàn bộ binh dự bị (bao gồm cả lính Đức gốc Ba Lan) án ngữ. Cả ba lớp phòng thủ đều được quân Đức cấu trúc theo mẫu hình chung của Tuyến Panther-Wotan.

## Diễn biến trận đánh

### Ngày 12 tháng 10

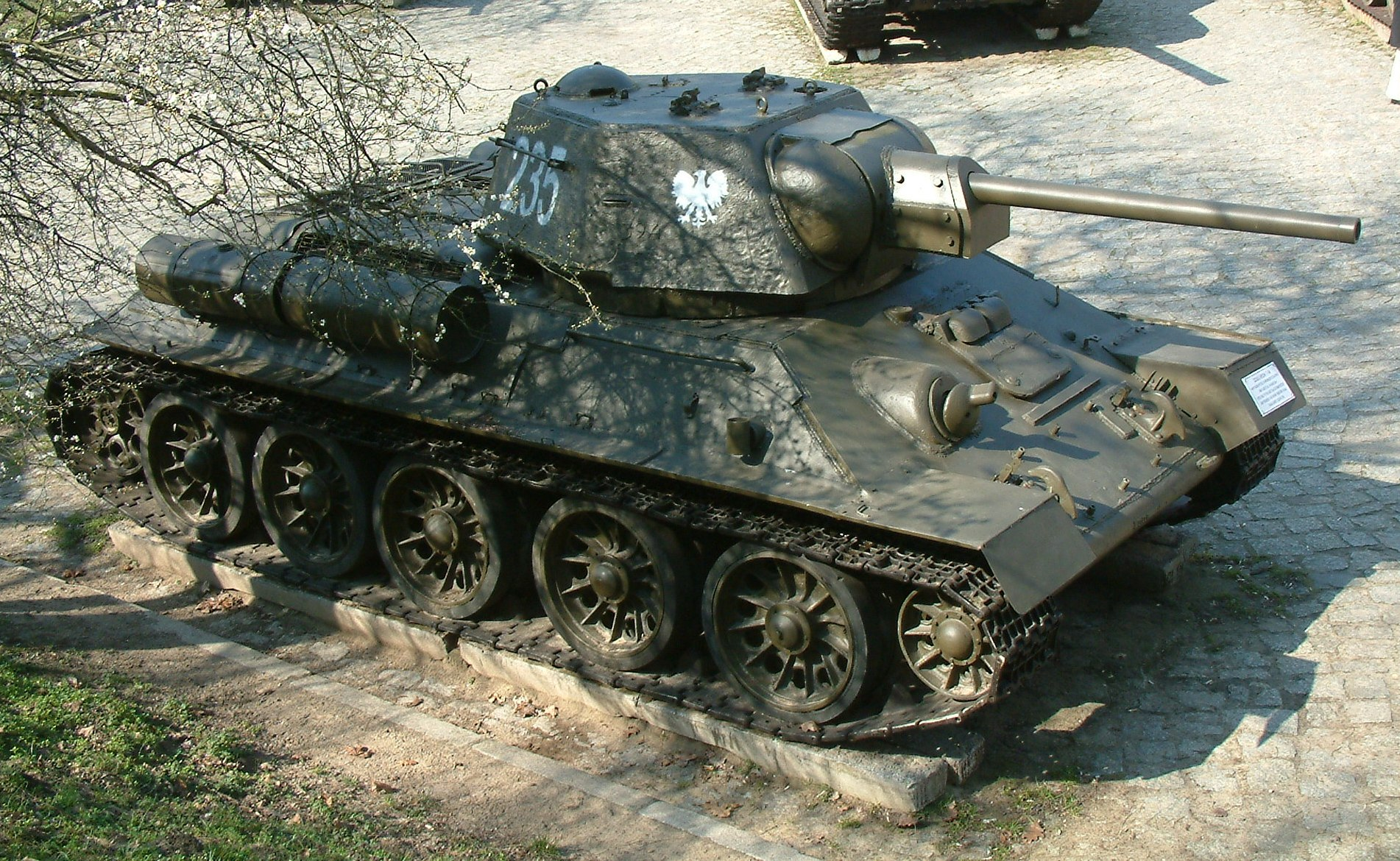
Bản phục chế chiếc T-34 mang số hiệu 235 của Lữ đoàn xe tăng Ba Lan 1 đã tham gia trận Lenino đặt tại bảo tàng quân sự Poznal (Ba Lan)

Ngày 9 tháng 10, sau khi chuyển quân đến đóng tại các làng Ladischye (???), Zakhvidovo (???), Budy (???) và Pankovo (???), tướng Zygmunt Berling bắt đầu tổ chức các trận đánh nhỏ để trinh sát địa hình và các vị trí phòng thủ của quân Đức. Tuy nhiên, do hoạt động không khéo léo, quân Đức đã phát hiện các toán trinh sát Ba Lan vượt sông và dùng pháo binh cản phá. Vì vậy, việc thu thập các tin tức về tuyến phòng thủ của quân Đức dọc thung lũng sông Mereya không thực hiện được. Ngày 11 tháng 10, tướng V. N. Gordov tự ý thay đổi kế hoạch bố trí binh lực. Ông ta lệnh cho tướng Zygmunt Berling điều các trung đoàn bộ binh Ba Lan 1 và 2 lên tuyến đầu, chêm vào giữa các Sư đoàn bộ binh 42 và 290 (Liên Xô). Tướng Zygmunt Berling cố gắng tổ chức hai trận đánh trinh sát vào chiều ngày 11 tháng 10 với lực lượng 1 tiểu đoàn trinh sát và 1 tiểu đoàn bộ binh có pháo binh yểm hộ hạn chế. Quân Ba Lan đã phát hiện nhiều vị trí hỏa điểm, các cứ điểm phòng ngự của quân Đức và các trận địa pháo nhưng chính bản thân họ cũng bị lộ một số đầu cầu vượt sông.
5 giờ 55 phút sáng 12 tháng 10 năm 1943, pháo binh của Tập đoàn quân 33 (Liên Xô) bắt đầu nã đạn vào các vị trí phòng thủ của quân đội Đức Quốc xã bên kia sông Mereya tại các cứ điểm Sulino, Polzhuchy, Trigubovo, Lenino, các điểm cao 217,6 và 215,5. Theo kế hoạch, các sư đoàn của Tập đoàn quân 33 phải tấn công lúc 7 giờ 35 phút nhưng một màn sương mù dày đặc đã bao trùm lên toàn bộ trận địa của quân Đức. Tầm nhìn xa giảm xuống dưới 50 m. Pháo binh Liên Xô phải ngừng bắn vì không nhìn thấy mục tiêu và vị trí đạn rơi. 8 giờ 20 phút, sương tan dần, tướng V. N. Gordov ra lệnh dùng cơ số đạn dự phòng thứ nhất tiếp tục pháo kích thêm 40 phút. 9 giờ sáng, các sư đoàn 42 và 290 Liên Xô mới khởi sự tấn công nhưng tính bất ngờ của trận đánh đã bị mất.
Trên cánh trái, Sư đoàn bộ binh 290 (Liên Xô) nhanh chóng vượt sông Mereya và đến 11 giờ ngày 12 tháng 10, đã làm chủ hoàn toàn thị trấn Lenino. Bên cánh phải, Sư đoàn bộ binh 42 (Liên Xô) bị mắc kẹt tại bờ Tây sông Mereya dưới chân điểm cao 217,6 và đến 12 giờ trưa vẫn dẫm chân tại chỗ. 10 giờ 30 cùng ngày, các trung đoàn bộ binh Ba Lan 1, 2 và Lữ đoàn xe tăng Ba Lan 1 đã vượt sông Mereya thành công và bắt đầu đột kích vào các cứ điểm phòng thủ của quân Đức tại Polzhuchy và điểm cao 215,5.

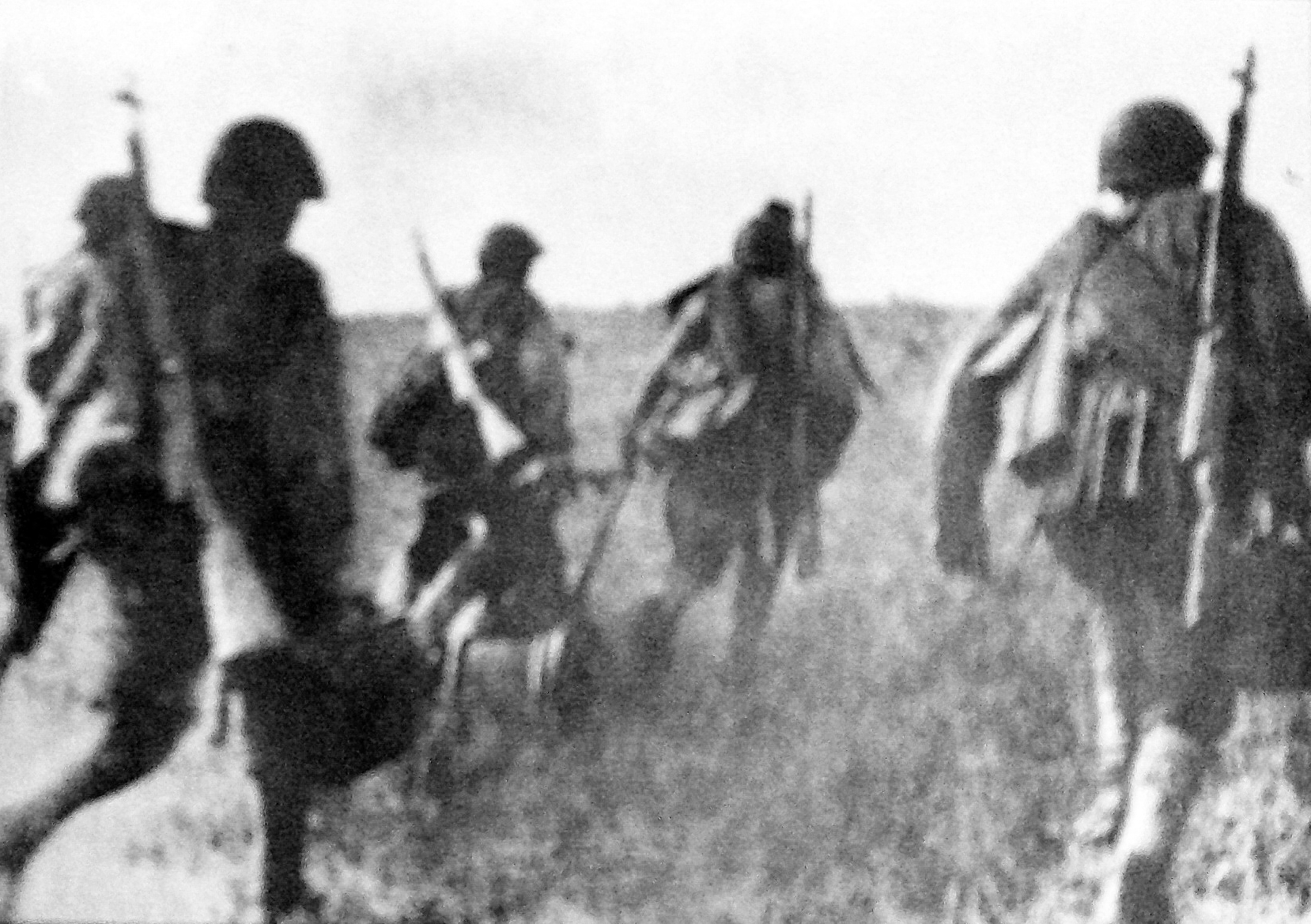
Một tổ chiến đấu của Sư đoàn bộ binh Ba Lan 1 triển khai tấn công trong trận Lenino

Sau khi chiếm giữ các tuyến chiến hào đầu tiên, các đơn vị Ba Lan nhanh chóng để thực hiện nhiệm vụ tấn công vào các trung tâm đề kháng của quân Đức. Trung đoàn Ba Lan 1 tiến đánh Tregubovo, Trung đoàn Ba Lan 2 đánh sang Polzhuhi. Làng Tregubova là một cứ điểm quan trọng trong hệ thống phòng thủ của quân Đức. Chiếm được nó sẽ đảm bảo sự thành công của các hành động tiếp theo của Sư đoàn bộ binh Ba Lan 1. Cuộc tấn công đầu tiên vào vị trí Lakhovicha đã làm cho tiểu đoàn phó tiểu đoàn 3, trung tá Pazinsky tử trận. Tuy nhiên, tiểu đoàn vẫn tiếp tục tấn công, chiếm một vị trí bên cạnh con đường đất nối Tregubovo với điểm cao 215,5. Quân Đức đã buộc phải rút lui khỏi làng và cố gắng phản kích vào cánh trái của tiểu đoàn. Cuộc phản kích đã bị tiểu đoàn 2 của trung tá Vishnevsky đánh lui.
Trên cánh Bắc, 2 tiểu đoàn bộ binh Đức có một tiểu đoàn súng phun lửa và 1 tiểu đoàn súng cối yểm hộ vẫn giữ vững điểm cao 217,6 trước các đợt công kích của Sư đoàn bộ binh 42 (Liên Xô). Trung đoàn bộ binh 261 thuộc Sư đoàn 113 (Đức) có 12 xe tăng yểm hộ được điều ra hướng Polzhuchy chặn mũi tấn công của Trung đoàn bộ binh Ba Lan 2, Trung đoàn bộ binh 688 (Sư đoàn 337) có tiểu đoàn pháo chống tăng cơ giới yểm hộ đã tổ chức phản kích nhằm chiếm lại điểm cao 215,5. Trong khi quân Ba Lan đã chiến đấu giành giật với quân Đức từng vị trí thì họ lại thiếu sự hỗ trợ từ Trung đoàn 855 của Sư đoàn 290 do trung đoàn này phải khắc phục nhiều hỏa điểm kiên cố của trung đoàn 313 (Đức) trên các đường phố của thị trấn Lenino. Đến 14 giờ, các cuộc tấn công bằng máy bay cường kích Ju-87 của quân Đức dẫn đến thiệt hại lớn đối với các tiểu đoàn của Trung đoàn 1.
Đến cuối buổi chiều ngày 12 tháng 10, Quân Đức chiếm nửa phía Tây điểm cao 215,5, Trung đoàn bộ binh Ba Lan 1 chiếm nửa phía Đông.. Sau 12 giờ, mây mù tan hẳn, không quân Đức xuất kích hơn 300 phi vụ cường kích đánh chặn các mũi đột kích của xe tăng và bộ binh Liên Xô - Ba Lan. Tập đoàn quân không quân 1 Liên Xô cũng xuất kích hơn 250 phi vụ cường kích và hơn 100 phi vụ tiêm kích đánh vào các vị trí quân Đức trên tiền duyên dọc sông Mereya và bắn phá sâu vào trung tâm phòng ngự chính của quân Đức ở Punischye. Các phi công tiêm kích Pháp thuộc Trung đoàn Normandie cũng xuất kích hơn 50 phi vụ, bắn rơi 13 máy bay ném bom của không quân Đức.
Đêm 12 tháng 10, Tiểu đoàn trinh sát của Sư đoàn bộ binh Ba Lan 1 đã bất ngờ đột nhập vào làng Tregubova, phá tan Sở chỉ huy của Sư đoàn bộ binh 337 (Đức) và rút lui an toàn về bờ sông Mereya. Quân Đức cũng trả đũa bằng cách sử dụng những lính Đức biết tiếng Ba Lan ở vùng Silezia trà trộn vào phòng tuyến của quân Ba Lan và bất ngờ nổ súng giết chết và làm bị thương một số binh lính, sĩ quan của Sư đoàn bộ binh Ba Lan 1. Tuy nhiên, không có lính Đức nào còn sống sót trong các cuộc đột nhập này.

### Ngày 13 tháng 10
Mặc dù cuộc tấn công đã mất thế bất ngờ, Sư đoàn bộ binh Ba Lan 1 và các sư đoàn bộ binh Liên Xô bị tổn thất khá lớn nhưng tướng V. N. Gordov vẫn cho rằng họ có thể tiếp tục tiến công. Tuy nhiên, số đạn pháo dự định dùng cho ngày 13 tháng 10 đã bị tiêu hao đến 40% do cuộc pháo kích bổ sung sáng ngày 12 tháng 10. Tuyến chiến đấu của hai bên đã vào quá gần nhau và rơi vào thế xen cài, tuyến mặt trận luôn thay đổi, đặc biệt là trên điểm cao 215,5. Do đó lựu pháo và không quân Liên Xô không dám oanh kích với mật độ lớn vì sợ "đấm lưng quân nhà". Điều này đã làm cho ưu thế về pháo binh của Tập đoàn quân 33 (Liên Xô) trở nên vô nghĩa. Thế nhưng sáng ngày 13 tháng 10, tướng V. N. Gordov vẫn lệnh cho tướng Zygmunt Berling phải tung Trung đoàn bộ binh Ba Lan 3 từ thê đội 2 lên tham chiến. Tướng Zygmunt Berling yêu cầu tướng V. N. Gordov xem xét lại lệnh này bởi các trung đoàn bộ binh Ba Lan và Liên Xô đã chịu thương vong nặng nề sau một ngày chiến đấu. Ông cho rằng Tập đoàn quân 33 đã bị mất lợi thế bất ngờ ngay từ đầu buổi sáng 12 tháng 10 và đề nghị tốt hơn hết là nên giữ vững các bàn đạp mới chiếm được bằng chiến thuật phòng ngự tích cực. Tướng V. N. Gordov bác đề nghị của tướng Zygmunt Berling và giữ nguyên lệnh tiếp tục tấn công sau khi pháo binh bắn chuẩn bị 20 phút. Sau này, trong hồi ký của mình, tướng Zygmunt Berling viết:
| “                 | Cho dù đó là sự ngu dốt hay với bất kỳ một động cơ gì đi nữa thì hành vi ra lệnh tiếp tục tấn công của V. N. Gordov là hành vi của một kẻ điên rồ | ” |
| — Zygmunt Berling | |   |

Sử dụng quyền hạn chỉ huy quân đội nước ngoài của mình, tướng Zygmunt Berling dùng điện thoại cao tần báo cáo thẳng ý kiến của mình lên Nguyên soái A. M. Vasilevsky, Tổng tham mưu trưởng Quân đội Liên Xô. A. M. Vasilevsky đồng ý với Zygmunt Berling, đồng thời nhắc ông không nên cho tướng V. N. Gordov biết cuộc nói chuyện giữa hai người và hứa sẽ khẩn trương báo cáo, xin ý kiến của I. V. Stalin. Trong khi chờ đợi Moskva trả lời, Sư đoàn bộ binh Ba Lan 1 vẫn tiếp tục chiến đấu. Dù đã đưa 2 lữ đoàn cơ giới của Quân đoàn cơ giới 5 vào chiến đấu trong hành lang của Sư đoàn bộ binh 42 (Liên Xô) nhưng trong suốt ngày 13 tháng 10, các sư đoàn của Tập đoàn quân 33 và Sư đoàn bộ binh Ba Lan 1 không thể tiến lên được. Ngay từ buổi trưa, họ đều phải chuyển sang tư thế tác chiến phòng ngự cứng rắn trước các cuộc phản đột kích của Sư đoàn xe tăng 25 (Đức) để giữ vững các vị trí đã chiếm được. 17 giờ cùng ngày. Moskva có điện trả lời. I. V. Stalin kịch liệt quở trách tướng V. N. Gordov đã vi phạm nghiêm trọng quyền quyết định tham gia tác chiến của quân đội nước ngoài, đã không báo cáo trung thực lên Đại bản doanh về việc để cho Sư đoàn bộ binh Ba Lan 1 bị thiệt hại nặng. I. V. Stalin cũng ra lệnh trước 17 giờ ngày 14 tháng 10, tướng V. N. Gordov phải chịu trách nhiệm cá nhân về việc điều Sư đoàn bộ binh 164 (Liên Xô) vượt sông Mereya sang Lenino thay thế cho Sư đoàn bộ binh Ba Lan 1 và rút sư đoàn này về tuyến sau, trả lại cho Bộ Tổng tham mưu để bổ sung, củng cố. Chiến dịch tấn công Lenino bị đình chỉ vô thời hạn.

## Kết quả, đánh giá và ảnh hưởng

### Kết quả
Thương vong của quân đội Ba Lan trong trận này là khoảng 3.000 người, trong đó có 510 chết (bao gồm 51 sĩ quan chỉ huy), 1.776 người bị thương, 652 mất tích và 116 người bị bắt. Tổng thương vong là 27% quân số. Thương vong của lực lượng không quân Normandie-Niemen là 2 phi công tử nạn.
Phía Đức cũng thiệt hại nặng với 1.500 thương vong, 326 người bị bắt, 42 đại bác và súng cối, 2 xe tăng, 5 máy bay.
Liên quân Liên Xô-Ba Lan dù thiệt hại lớn nhưng vẫn giữ được đầu cầu Lenino, sau này trở thành bàn đạp để tấn công Orsha trong Chiến dịch Bagration

### Đánh giá
Ý đồ tấn công chiếm cứ bàn đạp Lenino của Phương diện quân Tây là hợp lý về mặt quân sự nhưng thời điểm thực hiện chiến dịch lại không thích hợp. Sau Chiến dịch Smolensk kéo dài gần 2 tháng, quân đội Liên Xô trên mặt trận hướng Tây đã khá mệt mỏi. Cả hai sư đoàn Liên Xô cùng tham chiến tại Lenino với Sư đoàn bộ binh Ba Lan 1 có tổng quân số gộp lại chỉ còn 9.126 người, bằng 2/3 quân số của Sư đoàn bộ binh Ba Lan 1. Quân Ba Lan tuy có dũng khí và tinh thần cao nhưng lại thiếu kinh nghiệm tác chiến. Các hoạt động trinh sát chuẩn bị cho trận đánh của họ không giữ được tính bí mật, làm lộ mục tiêu và không đạt được hiệu quả cao. Ngoài nguyên nhân vè thời tiết thì chính những hành động trinh sát vụng về của các quân nhân Ba Lan cũng góp phần làm cho ý đồ tấn công của họ sớm bị bộc lộ.
Thương vong lớn của cả quân đội Liên Xô và quân đội Ba Lan còn do cách chỉ huy theo kiểu "cố đấm ăn xôi" của tướng V. N. Gordov. Khi đã biết rõ những tổn thất trong ngày 12 tháng 10, khi biết rằng đã dùng đến những lực lượng dự bị cuối cùng mà vẫn không chọc thủng dược tuyến phòng thủ của quân Đức ở điểm cao 217,6 thì đó là lúc cần dừng cuộc tấn công để chuẩn bị lại. Tuy nhiên, V. N. Gordov đã không làm như vậy.
Quân Đức với binh lực và trang bị yếu hơn trên tuyến đầu nhưng lại có lực lượng dự bị mạnh ở phía sau đã tổ chức phòng ngự có chiều sâu. Các lô cốt, hỏa điểm, chiến hào được bố trí chu đáo nên sau khi bị thất lợi trong cuộc tấn công sáng ngày 12 tháng 10 đã ổn định được tình hình và tổ chức các trận phản kích có hiệu quả. Tướng Robert Martinek đã đánh giá đúng vai trò của điểm cao 217,6 trên địa đoạn mặt trận. Điểm cao này có thế bao quát toàn vùng và pháo binh Đức bố trí ở đây có thể đặt cả thị trấn Lenino dưới hỏa lực bắn thẳng. Quân Dức bố trí tại điểm cao này sẽ còn gây nhiều khó khăn cho Tập đoàn quân 33 (Liên Xô) nhiều tháng về sau. Cuối cùng, phải đến tháng 6 năm 1944 quân đội Liên Xô dùng hỏa lực Katyusha tập trung ở mật độ cao mới khắc phục được điểm cao quan trọng này.

### Ảnh hưởng
Về chính trị, trận Lenino có vai trò tích cực đối với phía Liên Xô và lực lượng vũ trang Ba Lan tại mặt trận Xô-Đức. Trận thử lửa đầu tiên của quân đội Ba Lan đã được phía Liên Xô khéo léo tận dụng để củng cố và nâng cao hình ảnh của lực lượng này và góp phần quan trọng cho sự hình thành và phát triển của Liên minh những người ái quốc Ba Lan (Związek Patriotów Polskich), một tổ chức được Liên Xô ủng hộ và có tác dụng đáng kể trong việc hạn chế ảnh hưởng của chính quyền tư sản lưu vong Ba Lan ở Luân Đôn. Tại Hội nghị Tehran năm 1943, các nước phương Tây đã được phía Liên Xô cho thấy hình ảnh của một quân đội Ba Lan độc lập, có đủ sức mạnh để tham gia chiến đấu chống lại quân phát xít và giải phóng Tổ quốc của mình. Xét theo phương diện này, trận Lenino là một thành công thực sự cho phía Liên Xô. Trong các tư liệu lịch sử của Liên Xô và Ba Lan trước kia, ý nghĩa của trận Lenino được đánh giá cao và xem như là một cột mốc quan trọng trong lịch sử quân đội Ba Lan cũng như trong mối quan hệ hữu nghị Liên Xô-Ba Lan.
Theo Jakub Zyska, ý nghĩa về mặt chính trị của trận đánh này cũng là sự ra đời và củng cố của hình ảnh về tình hữu nghị và tương trợ giữa hai quốc gia Liên Xô và Ba Lan. Từ sau trận đó, sư đoàn Ba Lan số 1 đã phát triển thành quân đoàn Ba Lan số 1 và cuối cùng là Tập đoàn quân Ba Lan số 1, đơn vị tham chiến bên cạnh quân đội Liên Xô trong trận Berlin .
Sau chiến tranh, ngày 12 tháng 10 được chọn làm ngày truyền thống của Quân đội Nhân dân Ba Lan. Sau khi khối XHCN ở Đông Âu sụp đổ, Quân đội Ba Lan lấy ngày kỷ niệm Trận Warshawa năm 1920 làm ngày truyền thống của mình.
Tuy nhiên do thiệt hại lớn của quân đội Ba Lan, một số ý kiến đã chỉ trích nặng nề về kết quả và mục đích của trận Lenino, buộc tội quân đội Liên Xô dùng người Ba Lan làm "bia đỡ đạn" hay thậm chí có những ý kiến cực đoan còn nghi ngờ quân đội Liên Xô mượn tay người Đức giết bớt người Ba Lan.
Sau trận xuất quân của Lữ đoàn độc lập Tiệp Khắc 1 tại Trận Sokolovo, đây là lần thứ hai, một đơn vị quân đội nước ngoài được thành lập và huấn luyện tại Liên Xô đã tham chiến trên mặt trận Xô-Đức. Những đội quân đó không thiếu tinh thần chiến đấu để giải phóng tổ quốc của họ. Tuy nhiên, trường hợp của Quân đội Ba Lan có nhiều điểm khác với Quân đội Tiệp Khắc. Trước khi Sư đoàn bộ binh Ba Lan 1 được thành lập, quân đội Liên Xô cũng giúp người Ba Lan thành lập Quân đoàn bộ binh Ba Lan do tướng Władysław Anders chỉ huy ngay trên lãnh thổ Liên Xô vào năm 1942. Tuy nhiên, do bất đồng quan điểm và sự lần lữa của tướng Anders, Quân đoàn bộ binh Ba Lan đã không tham chiến trên mặt trận Xô Đức. Cuối năm 1942, theo đề nghị của Anders, quân đoàn này được chuyển giao cho người Anh và sơ tán sang Iran. Quân đoàn của Anders gần như tan rã. Một bộ phận ở lại Liên Xô và trở thành những hạt nhân nòng cốt của Sư đoàn bộ binh Ba Lan 1. Một số khác sau khi sang Anh đã thành lập Lực lượng vũ trang Ba Lan tại phía Tây (Polskie Siły Zbrojne na Zachodzie) ở Luân Đôn và đã tham chiến bên cạnh quân đồng minh Anh - Mỹ ở mặt trận phía Tây từ tháng 6 năm 1944. Cũng trong năm 1944, một tổ chức của những người Ba Lan yêu nước (Rada Krajowa) cũng thành lập Quân đội nhân dân gồm các đội du kích hoạt động trong nước. Vì vậy, từ năm 1944 đến cuối chiến tranh, có đến ba tổ chức quân sự của người Ba Lan tham gia chiến đấu bên cạnh quân đội các nước đồng minh chống phát xít. Tuy nhiên, với 2 tập đoàn quân vào cuối cuộc chiến, Quân đội Nhân dân Ba Lan vẫn là lực lượng đóng vai trò chủ chốt bên cạnh quân đội Liên Xô trong việc giải phóng Ba Lan khỏi ách phát xít Đức.

## Tưởng niệm và ghi công

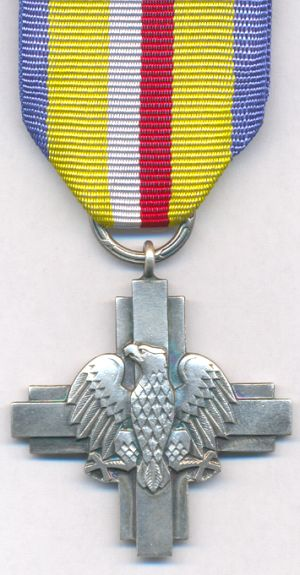
Huy chương Chữ thập trận Lenino của Ba Lan.

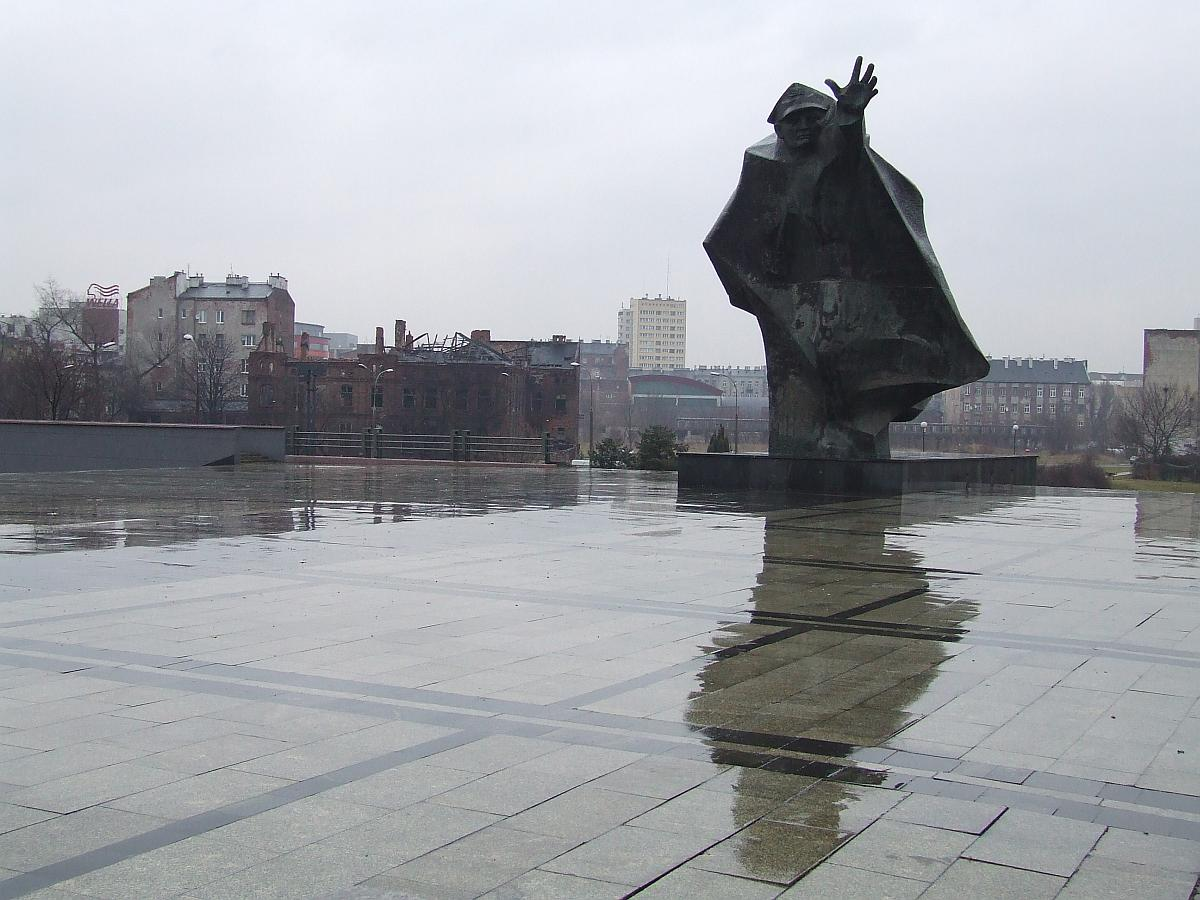
Tượng đài người lính Sư đoàn bộ binh số 1 tại Warszawa.

185 binh sĩ của sư đoàn Ba Lan được trao tặng huy chương Vì lòng dũng cảm và chủ nghĩa anh hùng. Sư đoàn cũng được trao thưởng huy chương danh dự chiến trường (Medal Zasłużonym na Polu Chwały) và 16 quân nhân được trao thưởng Huân chương Virtuti Militari hạng 5 - đây là lần đầu tiên những quân nhân Ba Lan chiến đấu trong quân đội Liên Xô được trao tặng huân chương danh giá này. 46 quân nhân cũng được trao thưởng huân chương chữ thập vì lòng dũng cảm. 239 binh sĩ và sĩ quan Ba Lan đã được trao tặng các huân huy chương của quân đội Liên Xô.
Danh hiệu Anh hùng Liên Xô cũng được trao tặng cho đại úy Juliusz Hibner, đại úy Władysław Wysocki (truy tặng), binh nhì Aniela Krzywoń (truy tặng).
Sắc lệnh của Hội đồng Nhà nước NDP năm 1968 đã trao tặng Huân chương chữ thập Grunwald hạng 2 cho làng Lenino. Quốc hội Ba Lan ngày 26 tháng 5 năm 1988 đã ra sắc lệnh thành lập Huy chương Chữ thập trận Lenino. Tại ngôi làng, một viện bảo tàng kỷ niệm trận đánh đã được xây dựng. Làng Tregubova, nơi quân đội Ba Lan đã tham chiến trong những trận đánh dữ dội, được đổi tên thành Kostyushkovo, đặt theo tên gọi "Tadeusza Kościuszki" của sư đoàn Ba Lan số 1.
Trận Lenino là chủ đề chính của bộ phim Ba Lan sản xuất năm 1978 mang tên là "Cho đến giọt máu cuối cùng" (Do krwi ostatniej) do Jerzy Hoffman làm đạo diễn.
Đóng góp của quân đội Ba Lan trong trận này cũng như trong chiến tranh Xô-Đức đã được ca ngợi xứng đáng: hơn 5.000 quân nhân và 23 đơn vị các cấp của lực lượng vũ trang Ba Lan tại mặt trận Xô-Đức đã được trao thường các huân huy chương, 13 lần quân đội Ba Lan đã được nhắc đến trong các chỉ thị của Bộ Tổng tư lệnh Tối cao các lực lượng vũ trang Liên Xô. Các đơn vị Ba Lan cũng tham gia cuộc diễu binh mừng chiến thắng vào ngày 24 tháng 6 năm 1945.